# Навалихи
Навалихи — деревня в Кикнурском районе Кировской области.

## География
Находится на расстоянии примерно 25 км по прямой на запад-северо-запад от райцентра поселка  Кикнур.

## История
Известна с 1891 года как починок Навалихинский. В 1905 году учтено было дворов 25 и жителей 210, в 1926 46 и 248, в 1950 18 и 32, в 1989 проживало 62 человека. Настоящее название утвердилось с 1939 года. В период 2006-2014 годов входила в Русскокраинское сельское поселение. С 2014 по январь 2020 года входила в Кикнурское сельское поселение до его упразднения. 

## Население
Постоянное население  составляло 15 человек (русские 93%) в 2002 году, 3 в 2010.